# ザ・ゴールデンアワー
ゴールデンアワーは、東京メトロポリタンテレビジョン（TOKYO MX）で生放送されていたワイドショー、情報番組。

## 概要
2009年4月6日に「ザ・ゴールデンアワー（Global Standard TV）」のタイトルで放送開始。基本的な番組構成は同局で2007年4月から2009年3月まで放送されていた『TOKYOモーニングサプリ』を夜間放送に引き継ぐ形を採用していた。そのため司会者の徳光正行ほか外国人出演者もほぼ同じ形で出演していた。
2011年4月4日からタイトルを「ゴールデンアワー」に改めた。
2012年10月から、平日の同時間帯にて、『ニッポン・ダンディ』の放送が決まっている関係上、同年9月28日の放送をもって終了した。一部の出演者は、『ニッポン・ダンディ』にも継続出演している。

## 番組構成
“平日夜の生ワイド”と題し、番組前半ではその日の新聞報道、ニュースを取り上げ、ニュース解説者や外国人コメンテーター（番組内ではパネリストとして紹介される）を交え議論、討論を行った。番組後半では各週設定されるテーマに沿い、各国の現状紹介・解説を行った。
基本的にTOKYOモーニングサプリの番組構成を継承しているが、ザ・ゴールデンアワーでは各国の料理事情を紹介するコーナー『ザ・ゴールデンレシピ』が新設された。番組終了間近には、新発売される商品や公開予定の映画、演劇などを紹介する『ザ・ゴールデンルーキーズ』が放送された。
視聴者参加型の番組形態を取るため、月～金の通しで電子メールにて募集されるメールテーマのほか、番組公式サイト内に設置された公式掲示板「9ちゃんねる」（電子掲示板（BBS））からその日のテーマに沿った書き込みが投稿できた。一部書き込み内容については番組内で紹介されることもあった。「9ちゃんねる」は、2ちゃんねるの掲示板をオマージュしたもので、数字の9は、リモコンキーIDの9を意味した。徳光は「2ちゃんねる」と言い間違えることが多く、番組宣伝でもその部分が使われていた。
ハイビジョン制作ではあるが、地上デジタル放送では同じ時間帯にマルチ編成を行っており、ザ・ゴールデンアワー(S1・091ch)の方は、画角16:9の標準画質放送となっていた。サブチャンネル(S2・092ch)では『東京シティ競馬中継』や『TOKYO MX NEWS』の再放送が編成されている（競馬中継が無い場合は『ヘッドラインニュース』を放送）。アナログ放送では16:9レターボックスで放送を行っていた。

2012年4月2日より、競馬中継日を除きハイビジョン放送を開始した。
番組開始当初は風呂上りと思われる外国人女性のオープニング映像を流していたが、中途で廃止された。
2011年4月のリニューアルより、「9ちゃんねる」を終了し、代わりにTwitterが設置された。
祝祭日、国民の休日、年末年始、『STRONG!ホークス野球中継』が放送される曜日は番組休止となる。後者については2011年シーズンより21時30分からの30分版として放送される時もあった（プロ野球中継が早く終わった場合は通常通り放送されるため、録画する際は21時からに設定と呼びかけていた）。

## 出演者

### 司会
- 徳光正行

### アシスタント
- 安藤幸代（月曜・水曜、2012年4月2日 - ）
- 勝恵子（火曜・木曜）
- 関谷亜矢子（金曜） - 『ニッポン・ダンディ』に同じく金曜のMCとして継続出演。

### 曜日MC
- 月曜：ピーター・バラカン（ブロードキャスター）・金慶珠（東海大学准教授）
- 火曜：モーリー・ロバートソン（ジャーナリスト・DJ） - 『ニッポン・ダンディ』に金曜ダンディとして継続出演。
- 水曜：水道橋博士（浅草キッド） - 『ニッポン・ダンディ』に金曜ダンディとして継続出演。
- 木曜：津田大介（ジャーナリスト）

### ニュース解説
- 龍野建一（共同通信編集委員）
- 立花珠樹（共同通信編集委員）（2009年4月～2009年9月）

### 料理講師（ゴールデンシェフ）
- 野上優佳子（All About・料理研究家、料理ライター）（ザ・ゴールデンレシピ担当）

### 外国人コメンテーター
- 各曜日3名の外国人コメンテーターが出演し各国の現状紹介や解説、日本との比較などをコメントした。
- 各週の出演者は流動的で、出演する外国人コメンテーターの中には父または母に日本人をもつハーフも含まれた。
- 出演者の中にはサヘル・ローズや春香クリスティーンのように他番組でも活躍している外国人もいた。

※各曜日の外国人コメンテーターの出演状況は番組公式ホームページで確認ができた。

### 過去の出演者
アシスタント
- 小泉恵未（TOKYO MXアナウンサー、火・木曜、 - 2012年3月29日）

曜日MC
- 川崎麻世
- 杉村太蔵

## 番組コーナー

### 現在放送中のコーナー
TOKYO 1 minute
その日の東京を1分間で振り返るコーナー。
新聞 the World（ペーパー・ザ・ワールド）
外国人コメンテーターの国の新聞を紹介するコーナー。ここでは1面から3面まで各国の言語を交えながら解説した。
ゴールデンレシピ
世界の料理を日替わりで紹介するコーナー。
月曜日は家庭料理レシピ、水曜日はお取り寄せ海外料理、それ以外の曜日はコメンテーターが選ぶ本場の味のレストランから紹介された。
リニューアル前から放送されていたコーナーであるが、流れが異なった。
（番組リニューアル前までの流れ）
週ごとに設定されるテーマ食材に沿い、各国におけるテーマ食材の現状を紹介・解説をするコーナー。
- コーナー前半では、外国人のコメンテーターの各国と日本におけるテーマ食材の1年間の消費量、テーマ食材の一般的な使用方法…などを、紹介・解説がされた。
- コーナー後半では、各曜日の外国人コメンテーターの中から、1名の家庭料理にスポットを当て、その国で一般的な家庭料理を紹介する。出演者で試食を行った。以前は最後にゴールデンシェフが調理の見本を紹介し、調理のポイントを伝授していた。

ゴールデンシェフ"が調理の見本を紹介する際に
　それでは、調理開始！
　それでは、パクッと、召し上がれ！
斜体の部分は、紹介国の言語で吹き替えナレーションで紹介される。ナレーション担当は田野辺実鈴。
YOKOSO 9ch
外国人観光客や日本在住の外国人が歌やイベント告知を行うコーナー。
ちょっとイわせて!
外国人コメンテーター（全員ではなく、1人）が1分間の間に言いたいことを言うコーナー。
お天気のコーナー
TOKYOMX本社屋上の情報カメラの映像に歌手の曲（週ごとに替わる）を流しながら、今夜からと明日までの天気を伝えた。
海外からのニュース映像
海外の通信社、放送局からのニュース映像（素材）を短く紹介するコーナー。

### 過去に放送したコーナー
明日発売！ザ・ゴールデン Rookies
放送の翌日以降に発売される新発売される商品や公開予定の映画、演劇などを紹介するコーナー。
※番組のコーナーでは、日本語で「ルーキーズ」と発音しているが、英語での発音は、「ルッキーズ」(rookies)。
- 月曜と水曜と金曜：その週に新発売される食品
- 火曜　　　　　　：水曜日に新発売されるCD新譜
- 木曜または金曜：週末に劇場公開される新作映画

この番組の放送翌日が休止の場合、新商品が前日までに繰り上げて紹介された。（特にCD新譜と映画がこれに該当）
徳に気になる
放送当日（前後）のニュース記事、または週刊誌で、徳光正行が特に気になったものを、独断と偏見で紹介するコーナー。
このコーナーは『TOKYOモーニングサプリ』時代の「徳選記事」を継承したものであった。
NEWS ザ・Today
放送当日の新聞記事、週刊誌、外国の通信社からのニュースを取り上げ、ニュース解説者や外国人コメンテーター（番組内ではパネリストとして紹介される）を交え議論・討論を行った。
このコーナーで取り上げるニュースは、週刊誌の中吊り広告風に 見出しに写真という形式でラインアップ紹介された。

## スタッフ
- SW（スイッチャー）： 松本賢
- CAM（カメラマン）： 石坂良雄、岡田仁男、伴野匡
- VE（ビデオエンジニア）： 工藤久哉、児玉大輔、服部博、原田あかね、本間一美、信太修平、平野和宏
- VTR： 金子友紀、工藤久哉、原田あかね、渡辺翔太、児玉大輔、信太修平
- MIX（ミキサー）： 伊藤兼一、小島薫、山本直樹、畑圭
- 製作著作： TOKYO MX

## アニメ放映作品の番宣
アニメ関連の番組以外での声優・アニメ関連ゲストの出演は、MXほか地方U局も含め異例（特に地上波放送のゴールデンタイムでのアニメ放映作品の番宣はあまり例がなかった）。
この番宣形式は同局制作の情報番組「5時に夢中!」から継承。
- 宙のまにまに

声優：伊藤かな恵
日時：2009年7月7日（火）

## 休止・変則
- 2009年8月10日～8月14日は各出演者の夏季休暇のため放送自体を休止。差し替え番組として『欧州PGAツアー2008年ハイライト』を放送。
- 2011年3月11日に発生した「東日本大震災」に伴い、14日からしばらく、内容を大幅に変更する形で震災報道番組となっていた(14日から18日までの「5時に夢中!」や14日から25日までの「U・LA・LA@7」も同じ)。